# 布施市
布施市（ふせし）は、かつて大阪府にあった市。現在の東大阪市西部にあたる。

## 概要
1937年（昭和12年）4月1日に、中河内郡布施町、長瀬村、楠根町、意岐部村、小阪町、弥刀村が合併し、大阪府下で5番目に市制を施行して布施市が誕生した。市役所は現在の東大阪市永和2丁目に置かれていた。
1947年（昭和22年）6月6日、昭和天皇が市内に行幸（昭和天皇の戦後巡幸）。大阪製作所を視察した。
1967年（昭和42年）2月1日に、河内市、枚岡市と合併して東大阪市となり、旧・布施市役所は東大阪市役所西支所となった。現在は布施駅前の商業施設にも市の窓口が設けられている。
旧市域はおおむね大阪市境から大阪中央環状線周辺にあたる。旧・布施町は大阪市東縁と同様に大正末期から昭和初期にかけて急速に市街化した地域である。
合併時にこの地域の電話局は他2市と統合されず、市外局番は大阪市等と同じ「06」となっている（旧市域と完全には一致しない）。
現在でも警察（布施警察署）と郵便（布施郵便局）は旧市域を管轄している。

### 隣接していた自治体・行政区
大阪府
- 大阪市（城東区（一部は現・鶴見区）、東成区、生野区、東住吉区（現・平野区））
- 河内市
- 八尾市

## 行政
| 代           | 氏名         | 就任日                     | 退任日                     | 備考         |
| 官選布施市長 | 官選布施市長 | 官選布施市長               | 官選布施市長               | 官選布施市長 |
| ------------ | ------------ | -------------------------- | -------------------------- | ------------ |
| 1            | 塩川正三     | 1937年（昭和12年）7月19日  | 1938年（昭和13年）7月1日   |              |
| 2            | 椎野信次     | 1938年（昭和13年）11月26日 | 1939年（昭和14年）10月14日 |              |
| 3            | 鳥羽源四郎   | 1940年（昭和15年）3月11日  | 1944年（昭和19年）3月10日  |              |
| 4            | 大倉三郎     | 1944年（昭和19年）3月22日  | 1945年（昭和20年）11月10日 |              |
| 5            | 塩川正三     | 1946年（昭和21年）1月11日  | 1947年（昭和22年）3月10日  |              |
| 公選布施市長 |              |                            |                            |              |
| 6            | 塩川正三     | 1947年（昭和22年）4月5日   | 1951年（昭和26年）4月4日   |              |
| 7            | 鈴木義仲     | 1951年（昭和26年）4月23日  | 1963年（昭和38年）5月6日   |              |
| 8            | 辰巳佐太郎   | 1963年（昭和38年）5月7日   | 1967年（昭和42年）1月31日  |              |

## 交通

### 鉄道
日本国有鉄道（国鉄）
- 片町線
  - 徳庵駅
- 城東貨物線（片町線支線）
  - 当時は貨物線であり、旅客化されおおさか東線となるのは2008年。

近畿日本鉄道（近鉄）
- 奈良線
  - 布施駅 - 河内永和駅 - 河内小阪駅 - 八戸ノ里駅
- 大阪線
  - 布施駅 - 俊徳道駅 - 長瀬駅 - 弥刀駅

近鉄けいはんな線およびOsaka Metro中央線は未開業。旧布施市域には高井田駅・長田駅・荒本駅が所在する。

### バス
- 近畿日本鉄道（近鉄バス） - 市域に布施営業所を設置（稲田営業所も旧布施市域に所在するが当時は未設置）。
- 大阪市交通局 - 大阪市内から乗り入れのほか、当市を経由して八尾市へ向かう路線も存在した。
- 京阪自動車・阪急バス・国鉄バス - 左3社は吹田八尾線（国鉄の路線名は東大阪線）で乗り入れ。

## 教育機関
- 日本大学専門学校 - 日本大学大阪専門学校、大阪専門学校を経て現・近畿大学。
- 大阪理工科大学（1943年設立）[2] - 現・近畿大学。

## 出身人物
- 塩川正十郎（政治家） - 東大阪市の発足直前（1966年12月）まで布施市助役。自民党衆議院議員。運輸大臣、文部大臣、内閣官房長官、自民党総務会長、財務大臣などを歴任した。
- 八村信三（布施市、山田勝太郎の次男[3]、鳥取銀行頭取[4]、鳥取商工会議所会頭）